# ボリス・ツェリツォフ
ボリス・ツェリツォフ（Борис Чельцов；1947年4月23日 - 2014年5月25日）は、ロシア連邦の軍人、ロシア空軍参謀総長。大将。

## 経歴
1970年、ミンスク防空高等技術高射ミサイル学校を優秀で、1985年、防空軍事指揮アカデミーを優秀で、1991年、ソ連軍参謀本部軍事アカデミーを優秀で卒業した。
1970年、高射ミサイル大隊電波技術中隊副中隊長、1973年～1974年、国土防空高射ミサイル兵中央将校課程先任技官、1974年～1984年、国土防空高射ミサイル兵司令官本部先任将校、1984年～1987年、高射ミサイル旅団参謀長、1987年～1989年、防空師団参謀長。
1991年～1993年、モスクワ防空管区第2軍団本部を指揮。1993年7月からモスクワ防空管区本部作戦局を指揮。
1994年3月、防空軍参謀本部作戦局長に任命。1997年3月から1998年4月まで空軍参謀第一次長。1997年12月から1998年2月まで防空軍参謀総長を代行。
1998年4月から2000年6月まで空軍参謀本部作戦局長。6月22日から7月7日まで、空軍参謀総長代行。2000年7月7日から空軍参謀総長。

## パーソナル
軍事科学博士（2000年）、国家賞受賞者（2001年）、功労軍事専門官（2002年）、軍事科学アカデミー教授。
「武勲に対する」、三等「ソ連軍における祖国への奉仕に対する」勲章、メダル14個を受章。